# Розстріл (розпорка)
Розстріл — різновид тимчасового кріплення котловану або шахтного стовбура під час будівельно-монтажних робіт.

## При будівництві котловану
Розстріл являє собою розпірку між протилежними стінами котловану, що запобігає їх осипанню. Зазвичай має вигляд швелерної або двотаврової металевої балки, або металевої труби. Встановлюється в розпір між обшитими стінами котловану. Також може встановлюватися під кутом в 45° для захисту від осипання кутових частин котловану.
У разі великої глибини котловану можуть встановлюватися кілька ярусів розстрілів.